# Caenurgia adusta
Caenurgia adusta är en fjärilsart som beskrevs av Francis Walker 1865.
Caenurgia adusta ingår i släktet Caenurgia och familjen nattflyn. Inga underarter finns listade i Catalogue of Life.